# Грин, Сидни (баскетболист)
Сидни «Эль Сид» Грин (англ. Sidney "El Sid" Green; родился 4 января 1961, Бруклин, Нью-Йорк) — американский профессиональный баскетболист и тренер.

## Ранние годы
Сидни Грин родился в Бруклине, самом густонаселённом боро Нью-Йорка (западная часть острова Лонг-Айленд), учился в Бруклинской школе имени Томаса Джефферсона, в которой играл за местную баскетбольную команду. В 1979 году он принимал участие в игре McDonald’s All-American, в которой принимают участие лучшие выпускники школ США и Канады.

## Студенческая карьера
В 1983 году Грин окончил университет Невады в Лас-Вегасе, где в течение четырёх лет играл за команду «УНЛВ Раннин Ребелс», в которой провёл успешную карьеру, набрал в итоге 2073 очка, 1276 подборов, 118 перехватов и 67 блок-шотов. При Грине «Раннин Ребелс» в 1983 году выиграли регулярный чемпионат конференции Pacific Coast Athletic Association (PCAA), турнир конференции PCAA, а также вышли в плей-офф студенческого чемпионата США, однако дальше второго раунда не прошли.

## Карьера в НБА
Играл на позиции тяжёлого форварда и центрового. В 1983 году был выбран на драфте НБА под 5-м номером командой «Чикаго Буллз». Позже выступал за команды «Детройт Пистонс», «Нью-Йорк Никс», «Орландо Мэджик», «Сан-Антонио Спёрс» и «Шарлотт Хорнетс». Всего в НБА провёл 10 сезонов. В 1983 году признавался баскетболистом года среди студентов конференции Pacific Coast Athletic Association, а также включался во 2-ю всеамериканскую сборную NCAA. Всего за карьеру в НБА сыграл 679 игр, в которых набрал 5080 очков (в среднем 7,5 за игру), сделал 4128 подборов, 635 передач, 369 перехватов и 223 блок-шота.
Свои лучшие годы в качестве игрока НБА Сидни Грин провёл в «Чикаго Буллз», в рядах которых он выступал на протяжении трёх сезонов (1983—1986). Самым лучшим в его карьере был сезон 1985/1986 годов, в котором он сыграл 80 игр, набирая в среднем за матч 13,5 очка и делая 8,2 подбора, 1,7 передачи, 0,9 перехвата и 0,5 подбора. В 1989 году был выставлен своим клубом на драфт расширения НБА, на котором 15 июня был выбран под 1-м номером новообразованной командой «Орландо Мэджик».

## Тренерская карьера
После завершения профессиональной карьеры игрока Грин устроился на должность главного тренера в студенческую команду «Стоуни-Брук Саутгемптон» (1995—1997). Затем два сезона работал на посту главного тренера в клубе «Норт Флорида Оспрейс» (1997—1999). В 1999 году устроился на должность главного тренера в студенческую команду «Флорида Атлантик Оулс», которой руководил на протяжении шести сезонов (1999—2005). 24 сентября 2009 года Грин устроился на должность ассистента главного тренера по развития игроков в клуб «Чикаго Буллз», а в настоящее время работает в системе команды специалистом по связям с общественностью.

## Личная жизнь
Сын Сидни Грина, Таурин Грин, в 2007 году закончил Флоридский университет, где в течение трёх лет играл за команду «Флорида Гейторс», которая два года подряд становилась победителем Национальной ассоциации студенческого спорта (NCAA) (2006—2007). После окончания университета два сезона отыграл в НБА, после чего переехал в Европу, где поиграл в чемпионатах Испании, Греции и Турции. В настоящее время выступает в первенстве Франции за команду «КСП Лимож».

## Статистика

### Статистика в НБА
| Сезон                                                                                    | Команда     | Регулярный сезон | Регулярный сезон | Регулярный сезон | Регулярный сезон | Регулярный сезон | Регулярный сезон | Регулярный сезон | Регулярный сезон | Регулярный сезон | Регулярный сезон | Регулярный сезон | Серия плей-офф | Серия плей-офф | Серия плей-офф | Серия плей-офф | Серия плей-офф | Серия плей-офф | Серия плей-офф | Серия плей-офф | Серия плей-офф | Серия плей-офф | Серия плей-офф |
| Сезон                                                                                    | Команда     | GP               | GS               | MPG              | FG%              | 3P%              | FT%              | RPG              | APG              | SPG              | BPG              | PPG              | GP             | GS             | MPG            | FG%            | 3P%            | FT%            | RPG            | APG            | SPG            | BPG            | PPG            |
| ---------------------------------------------------------------------------------------- | ----------- | ---------------- | ---------------- | ---------------- | ---------------- | ---------------- | ---------------- | ---------------- | ---------------- | ---------------- | ---------------- | ---------------- | -------------- | -------------- | -------------- | -------------- | -------------- | -------------- | -------------- | -------------- | -------------- | -------------- | -------------- |
| 1983/84                                                                                  | Чикаго      | 49               | 0                | 13,6             | 43,9             | -                | 71,4             | 3,6              | 0,5              | 0,4              | 0,3              | 5,2              | Не участвовал  | Не участвовал  | Не участвовал  | Не участвовал  | Не участвовал  | Не участвовал  | Не участвовал  | Не участвовал  | Не участвовал  | Не участвовал  | Не участвовал  |
| 1984/85                                                                                  | Чикаго      | 48               | 1                | 15,4             | 43,2             | 0,0              | 80,6             | 5,1              | 0,6              | 0,2              | 0,3              | 6,1              | 3              | 0              | 18,0           | 50,0           | -              | 63,6           | 5,0            | 0,7            | 0,0            | 0,3            | 10,3           |
| 1985/86                                                                                  | Чикаго      | 80               | 68               | 28,8             | 46,5             | 0,0              | 78,2             | 8,2              | 1,7              | 0,9              | 0,5              | 13,5             | 3              | 0              | 17,7           | 30,0           | -              | 50,0           | 4,0            | 0,0            | 0,3            | 0,3            | 6,0            |
| 1986/87                                                                                  | Детройт     | 80               | 69               | 22,4             | 47,2             | 0,0              | 67,2             | 8,2              | 0,8              | 0,5              | 0,6              | 7,9              | 9              | 0              | 4,7            | 60,0           | -              | 83,3           | 1,0            | 0,1            | 0,1            | 0,2            | 1,9            |
| 1987/88                                                                                  | Нью-Йорк    | 82               | 65               | 25,0             | 44,1             | 0,0              | 66,3             | 7,8              | 1,1              | 0,8              | 0,4              | 7,8              | 4              | 4              | 23,3           | 47,1           | -              | -              | 8,3            | 1,8            | 0,0            | 0,3            | 4,0            |
| 1988/89                                                                                  | Нью-Йорк    | 82               | 0                | 15,6             | 46,0             | 0,0              | 75,9             | 4,8              | 0,9              | 0,6              | 0,2              | 6,3              | 9              | 0              | 14,2           | 43,3           | -              | 71,4           | 4,0            | 0,6            | 0,2            | 0,1            | 4,0            |
| 1989/90                                                                                  | Орландо     | 73               | 31               | 25,5             | 46,8             | 33,3             | 65,1             | 8,1              | 1,4              | 0,7              | 0,4              | 10,4             | Не участвовал  | Не участвовал  | Не участвовал  | Не участвовал  | Не участвовал  | Не участвовал  | Не участвовал  | Не участвовал  | Не участвовал  | Не участвовал  | Не участвовал  |
| 1990/91                                                                                  | Сан-Антонио | 66               | 7                | 16,7             | 46,1             | 0,0              | 84,8             | 4,7              | 0,8              | 0,5              | 0,2              | 6,7              | 3              | 0              | 3,7            | 50,0           | -              | 100,0          | 1,3            | 0,0            | 0,0            | 0,0            | 2,7            |
| 1991/92                                                                                  | Сан-Антонио | 80               | 1                | 14,1             | 42,7             | -                | 82,0             | 4,3              | 0,5              | 0,4              | 0,1              | 4,6              | 3              | 0              | 15,7           | 30,0           | -              | 75,0           | 3,7            | 0,7            | 0,0            | 0,0            | 3,0            |
| 1992/93                                                                                  | Сан-Антонио | 15               | 0                | 13,5             | 40,8             | -                | 86,7             | 4,7              | 1,3              | 0,3              | 0,2              | 3,5              | Не участвовал  | Не участвовал  | Не участвовал  | Не участвовал  | Не участвовал  | Не участвовал  | Не участвовал  | Не участвовал  | Не участвовал  | Не участвовал  | Не участвовал  |
| 1992/93                                                                                  | Шарлотт     | 24               | 0                | 5,3              | 35,0             | 0,0              | 75,0             | 2,0              | 0,2              | 0,0              | 0,1              | 1,7              | 9              | 0              | 8,7            | 38,9           | -              | 33,3           | 3,2            | 0,1            | 0,1            | 0,1            | 1,7            |
|                                                                                          | Всего       | 679              | 242              | 19,5             | 45,4             | 3,7              | 73,8             | 6,1              | 0,9              | 0,5              | 0,3              | 7,5              | 43             | 4              | 11,8           | 43,0           | -              | 65,4           | 3,5            | 0,4            | 0,1            | 0,2            | 3,5            |
| Наведите курсор мыши на аббревиатуры в заголовке таблицы, чтобы прочесть их расшифровку. |             |                  |                  |                  |                  |                  |                  |                  |                  |                  |                  |                  |                |                |                |                |                |                |                |                |                |                |                |